# Singilis discoidalis
Singilis (Singilis) discoidalis – gatunek chrząszcza z rodziny biegaczowatych i podrodziny Lebiinae.

## Taksonomia
Gatunek opisany został w 1986 roku przez Jaquina Mateu jako Phloeozeteus discoidalis. W 2011 Alexander Anichtchenko dokonał jego redeskrybcji.

## Opis
Chrząszcz ten osiąga od 4,5 do 4,8 mm długości ciała. Uskrzydlony. Ubarwiony rdzawo lub ceglasto-czerwono z ciemną przedwierzchołkową plamą przyszwową na pokrywach, sięgającą do międzyrzędu 5 lub 4. Głowa tępa, raczej szeroka, nieco wypukła do płaskiej między oczami, z licznymi dużymi i głębokimi punktami, które stają się w kierunku szyi coraz rzadsze. Czoło bez punktowania. Oczy duże i wypukłe. Przedplecze punktowane, nieco pomarszczone, poprzeczne, prawie wypukłe, wyraźnie szersze od głowy, silnie z przodu zaokrąglone, o przednich kątach zatartych. Boki zaokrąglone z długim zafalowaniem z przodu kątów tylnych, które są spiczaste. Brzegi przedplecza szeroko płasko rozszerzone. Dołki przypodstawowe dość głębokie. Podstawa przedplecza pośrodku wydłużona. Bruzda środkowa umiarkowanie szeroka i głęboka. pokrywach o około ⅓ dłuższe niż szerokie, o bokach prawie równoległych, prawie ukośnie ściętych na wierzchołku, który jest słabo zafalowany. Rzędy, włączając rzędy przytarczkowe, dość głęboki i drobno punktowane. Międzyrzędy słabo wypukłe z dwiema porami na międzyrzędach trzecich. U samców I, II i III człon przednich stóp nieco wcięte. Mikrorzeźba silna, szczególnie w przedniej części ciała. Środkowy płat aedeagusa wydłużony, prosty, z wrębem pośrodku, podkreślonym przez zgrubienie na strzałkowatym czubie. Wierzchołek aedeagus nieco wykrzywiony w prawo. Wewnętrzna torebka z małym igiełkowatym poletkiem przypominającym drobne kolce
Od podobnego Singillis turcicus różni się silniej poprzecznym przedpleczem i przestrzenią pomiędzy jego punktami dwa razy większą niż między punktami na głowie.

## Występowanie
Gatunek ten występuje w Egipcie, Izraelu, Arabii Saudyjskiej i Jemenie.